# Vendefjella
Die Vendefjella (norwegisch für Umkehrgebirge) ist eine Gebirgsgruppe im ostantarktischen Königin-Maud-Land. Sie bildet den nordöstlichen Teil der Sverdrupfjella.
Wissenschaftler des Norwegischen Polarinstituts benannten sie 2017 in Anlehnung an die Benennung der Vendehø und des Vendeholten.